# Schabak Modelle
Schabak Modelle war ein Spielwarenhersteller mit Sitz in Nürnberg. Die Firma ist bekannt für das umfassendste  Sortiment an Verkehrsflugzeugen in den Bemalungen von mehr als 200 internationalen Airlines und Modellautos deutscher und englischer Marken.

## Geschichte
Schabak Modelle war ein Spielwarenhersteller mit Sitz in Nürnberg. Die Firma ist bekannt für das umfassendste Sortiment an Verkehrsflugzeugen in den Bemalungen von mehr als 200 internationalen Airlines und Modellautosdeutscher und englischer Marken.
Das Unternehmen wurde am 5. September 1966 von Max Haselmann, Gerhard Hertlein, Horst Widmann und Wolfgang Stolpe (GF und gesamte Produktentwicklung) gegründet. Die Firma begann zunächst als Großhändler für Schuco-Modellspielzeuge und weiterer Hersteller originalgetreuer Modellautos zum Vertrieb an Autohändler. Das erste selbst entwickelte Modellauto von Schabak war eine Nachbildung des VW Jetta I im Maßstab 1:43. Später folgten Modelle der Marken AUDI, BMW, Mercedes, Ford und Porsche als lounching supplier der jeweils neuesten Typen in Zusammenarbeit mit der Autoindustrie. Später wurden auch Modellautos im Maßstab 1:24 entwickelt und gefertigt. Von Anfang an waren Schabek-Modellautos für ihre feine Detaillierung sowie funktionsfähige Türen und Hauben geschätzt.
Die Verkehrsflugzeugmodelle, vornehmlich im Maßstab 1:600, später auch 1:250 und 1:500, wurden insbesondere ab den 1980er- und 1990er-Jahren weltweit über Fluglinien im Bordverkauf und in Duty-Free Shops der Airports, ebenso wie über den weltweiten Spielwarenhandel vertrieben. Mit dem in China hergestellten Angebot der Firma Herpa ging das Geschäft ab den 2000er-Jahren stetig zurück.
Neben dem Kernangebot im Maßstab 1:600 wurden auch Verkehrsflugzeuge in 1:250 und 1:500 aus Metallguss in Deutschland gefertigt. Lediglich die frühen Modelle der Boeing 747 im Maßstab 1:250 wurden aus bedrucktem Feinblech hergestellt. Die Spritzgussmodelle der anderen Maßstäbe wurden bis 2004 mit Wasserschiebebildern (1:600) oder Folien dekoriert, in den Maßstäben 1:250 und 1:500 ab dem Jahr 2000 auch in hoher Detaillierung bedruckt (Tampon-Print).
Das Angebot an Ergänzungsartikeln beschränkte sich auf einen bedruckten Flughafenuntergrund aus PVC-Folie, ein Terminalgebäude im Tiefziehverfahren, den Lufthansa-Airport-Express der Baureihe 403 im Maßstab 1:360, sowie auf Metallständer für die Flugzeugmodelle. Mit Beginn der 1980er Jahre entwickelte die Firma Schabak ein umfangreiches Sortiment an Modellautos und erweiterte kontinuierlich ihr Sortiment an Verkehrsflugzeugtypen im Maßstab 1:600.
| Katalogjahr | Flugzeugtyp |
| ----------- | --- |
| 1982        | Boeing 747-100/200, McDonnell Douglas DC-10, Airbus A300, McDonnell Douglas DC-9-80, Boeing 737-200                                                      |
| 1983        | Boeing 747-300, Boeing 767-200, Boeing 757-200, Boeing 727-200                                                                                           |
| 1984        | Lockheed L-1011 Tristar, Airbus A310 (auf Basis des A300)                                                                                                |
| 1985        | Aérospatiale-BAC Concorde, Airbus A310-200 |
| 1986        | McDonnell Douglas DC-8-70, Boeing 737-300 |
| 1987        | McDonnell Douglas DC-9-40, ATR 42, Fokker F27/50, Fokker F28, Douglas DC-3, Convair CV-440                                                               |
| 1988        | Lockheed L-1049 Super Constellation, Boeing 707-320B, Airbus A320, ATR 72, Saab SF-340, Embraer 120                                                      |
| 1989        | Boeing 747-400, Vickers Viscount, de Havilland Comet 4C, McDonnell Douglas MD-11, Boeing 737-400 (auf Basis der Boeing-300), Boeing 737-500, Fokker F100 |
| 1990        | Douglas DC-4, Sud Caravelle, Boeing 767-300 |
| 1992        | Douglas DC-6, Ilyushin IL-62, Tupolev TU-204, BAe 146-200                                                                                                |
| 1993        | Airbus A330-300, Airbus A340-300, Ilyushin IL-96, Ilyushin IL-86, Canadair Regional Jet                                                                  |
| 1995        | Boeing 777-200, Airbus A321 |
| 1996        | Airbus A319, Fokker F70 (auf Basis der F100) |
| 1997        | Boeing 747SP |
| 1998        | Boeing 777-300, McDonnell Douglas DC-8-60, Boeing 737-800                                                                                                |
| 2002        | Boeing 757-300, Tupolev TU-154, Boeing 717 |
| 2005        | Airbus A380-800, Airbus A340-600, Boeing 737-700 |

Schabak wurde im Januar 2006 von Schuco aufgekauft.

## Bildergalerie

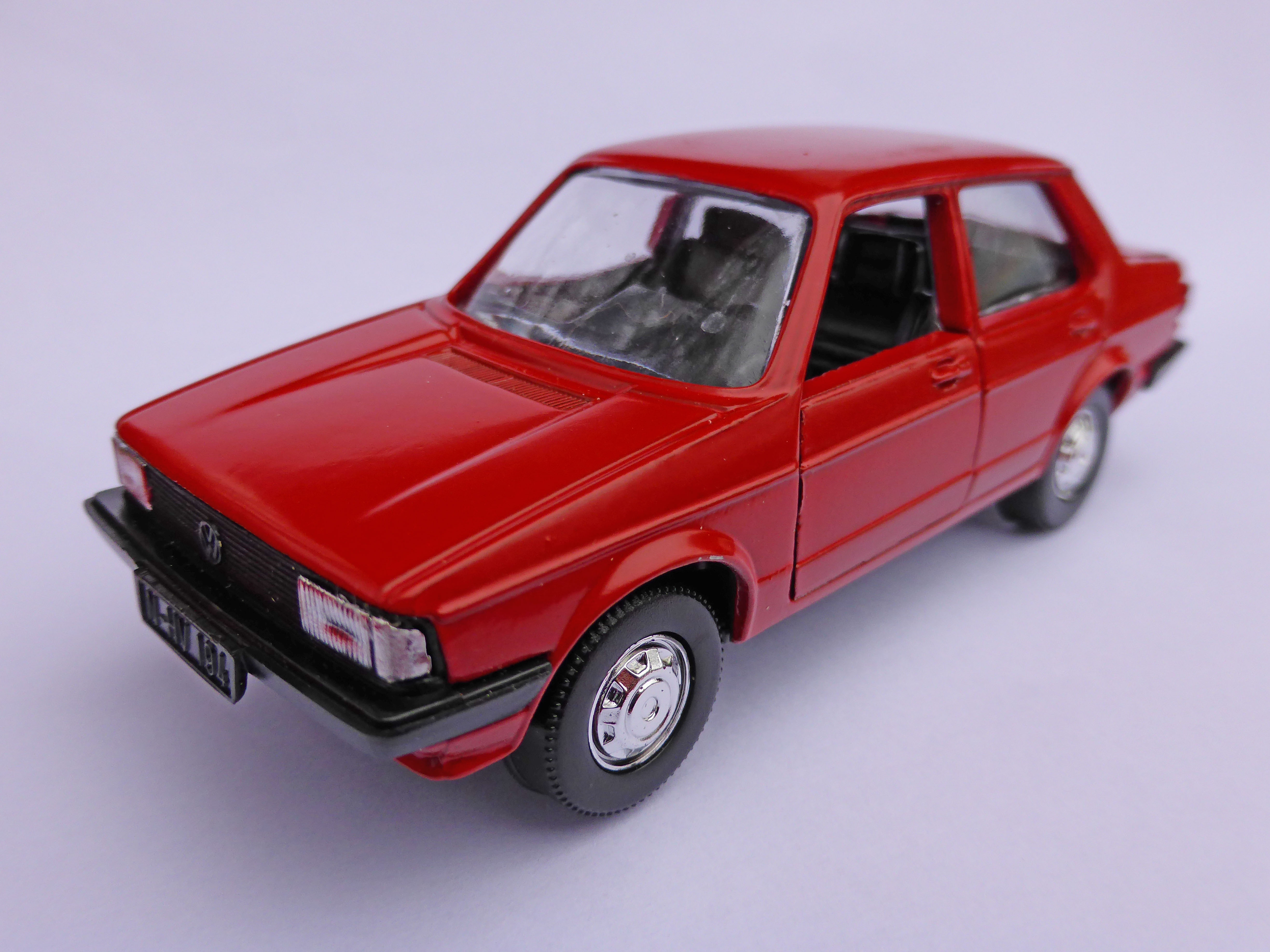
VW Jetta (erstes Schabak-Modellauto) im Maßstab 1:43
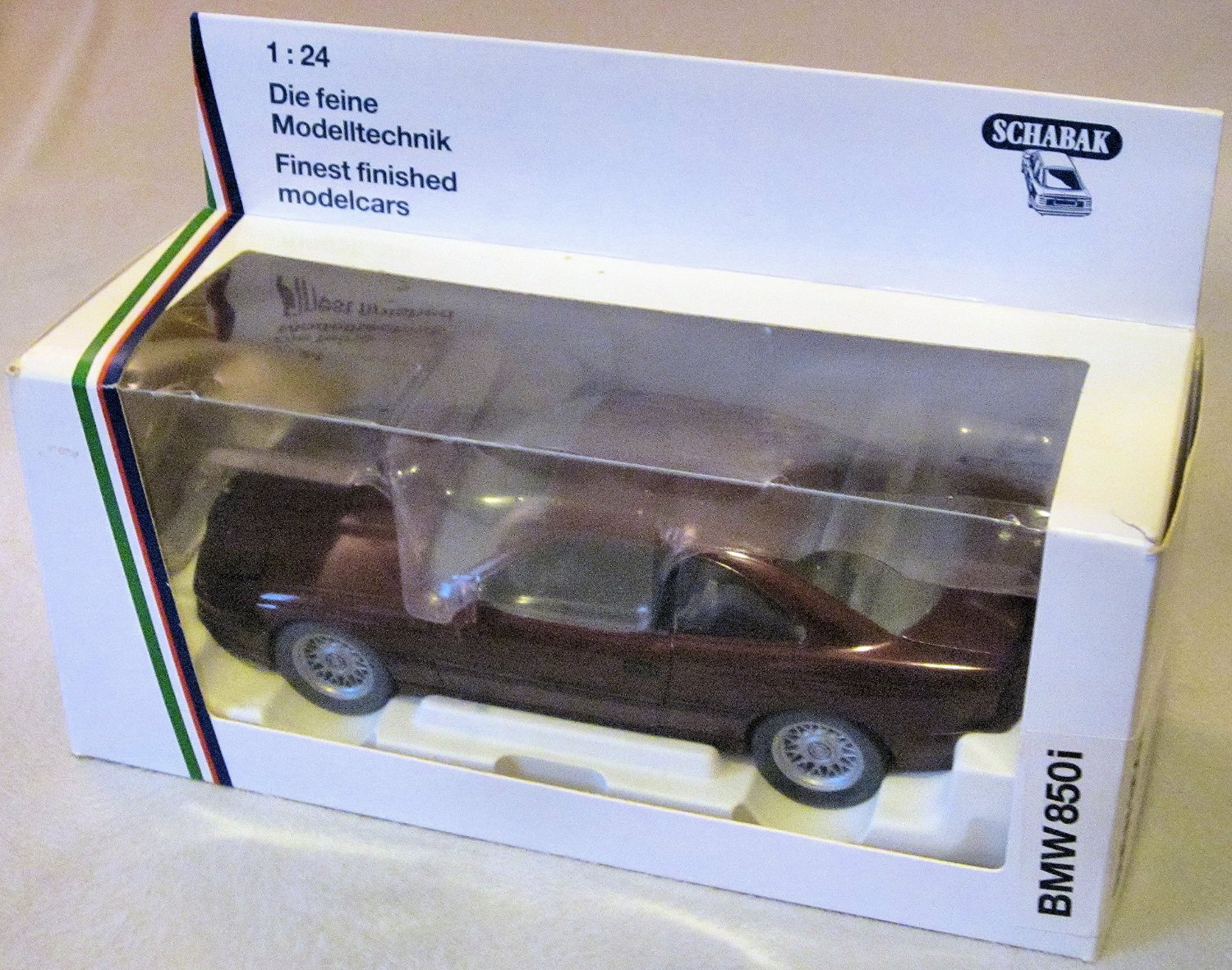
Schabak Modell BMW 850i im Maßstab 1:24 in Originalverpackung
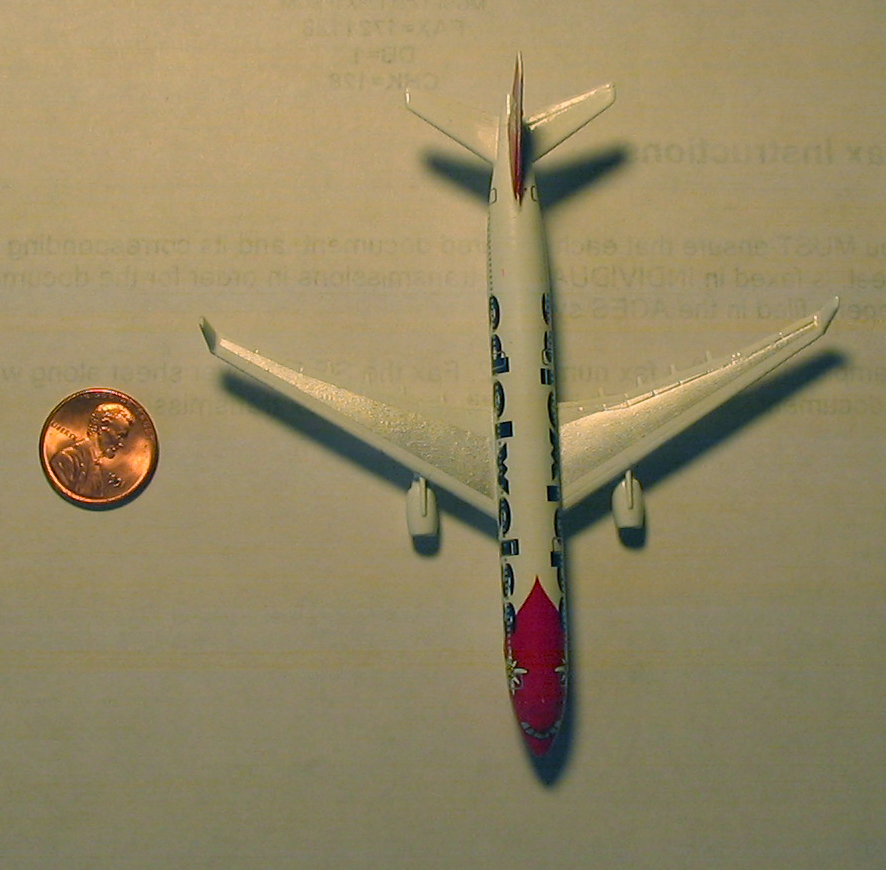
Schabak Modellflugzeug Edelweiss Air, daneben zum Größenvergleich eine US-Cent Münze
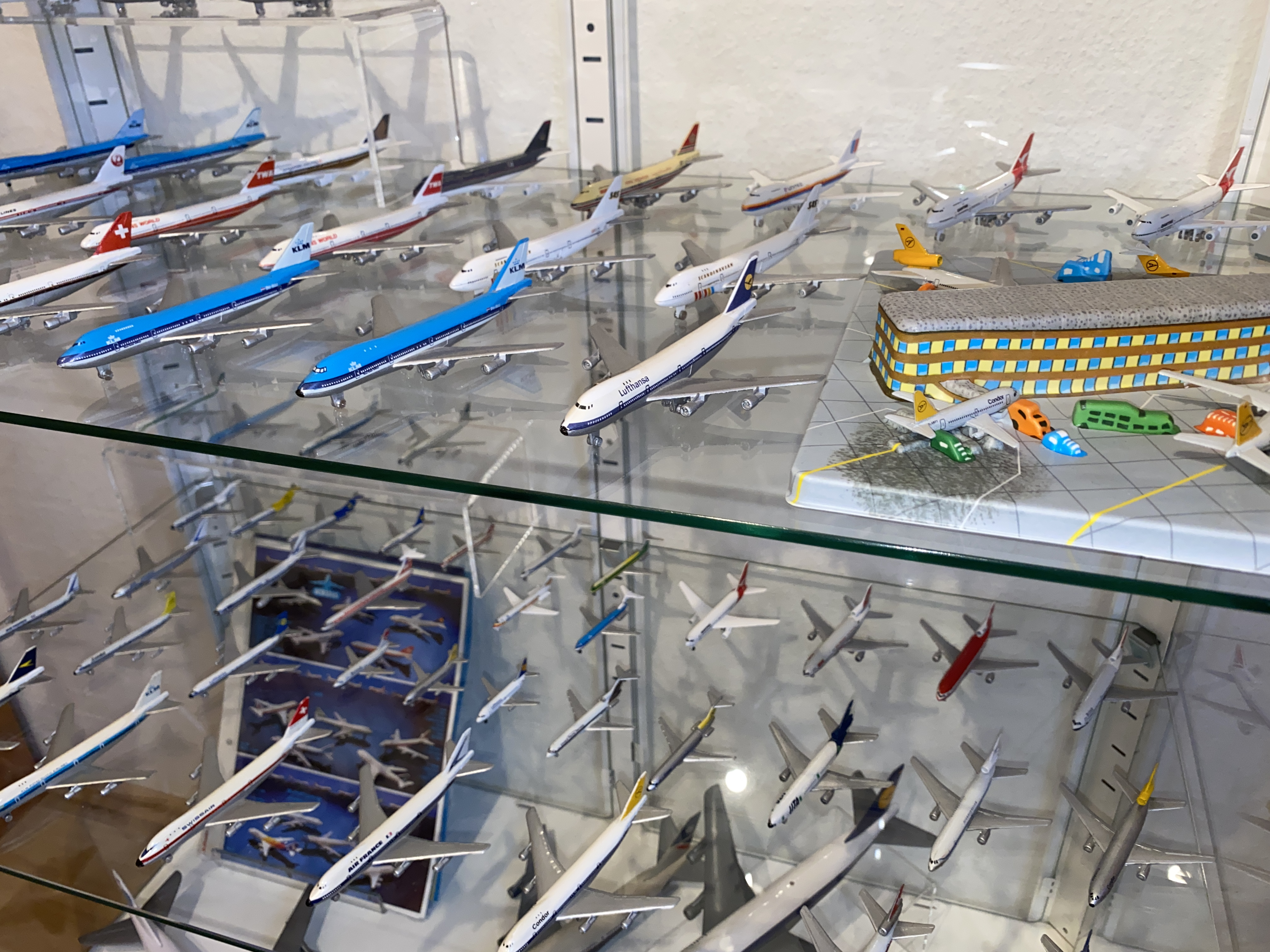
Angebot an Flugzeugmodellen und Werbematerial der 1980er Jahre

## Belege
1. ↑  DAC Datenbank: Hersteller Schabak. Abgerufen am 1. Februar 2020.
2. ↑  Schabak Modellspielwaren: Preisliste / Bestellblatt. Nürnberg 1982-2005.